# Дуброва (Лоевский район)
Дуброва (бел. Дуброва) — бывшая деревня в Малиновском сельсовете Лоевского района Гомельской области Беларуси.

## География

### Расположение
В 22 км на запад от Лоева, 63 км от железнодорожной станции Речица (на линии Гомель — Калинковичи), 83 км от Гомеля.

## Транспортная сеть
Транспортные связи по просёлочной, затем автомобильной дороге Лоев — Речица. Планировка состоит из короткой прямолинейной улицы, ориентированной с юго-востока на северо-запад. Застроена деревянными крестьянскими усадьбами.

## История
По письменным источникам известна с XIX века как село в Ручаёвской волости Речицкого уезда Минской губернии. Согласно переписи 1897 года посёлок Великая Дуброва. В 1908 году деревня. С 8 декабря 1926 года до 30 декабря 1927 года центр Великодубровского сельсовета Лоевского района Речицкого с 9 июня 1927 года Гомельского округов. В 1930 году организован колхоз «III Коминтерн», работала кузница. Во время Великой Отечественной войны оккупанты в 1943 году сожгли 35 дворов, убили 1 жителя. Согласно переписи 1959 года в составе колхоза имени К. Маркса (центр — деревня Малиновка).

## Население

### Численность
- 1999 год — 8 хозяйств, 13 жителей.

### Динамика
- 1897 год — 18 дворов, 117 жителей (согласно переписи).
- 1908 год — 30 дворов, 181 житель.
- 1940 год — 38 дворов, 173 жителя.
- 1959 год — 88 жителей (согласно переписи).
- 1999 год — 8 хозяйств, 13 жителей.